# Пламен Цветков
Пламен Симеонов Цветков е български историк, професор по нова и най-нова история.

## Биография
Пламен Цветков роден на 8 август 1951 г. в Източен Берлин, ГДР, в семейство на дипломати. Завършва история в Софийския държавен университет през 1976 г. През 1980 г. защитава в Московския държавен университет дисертация на тема „Съветската политика за колективна сигурност и балканските страни 1933 – 1935 г.“. През 1990 г. публикува хабилитационния си труд на тема „Европейските сили, Балканите и колективната сигурност (1933 – 1935)“. От 1994 г. преподава в Нов български университет. През 1999 г. защитава дисертация за присъждането на научната степен „доктор на историческите науки“ на тема „Малките държави в европейската политика (1933 – 1939 г.)“. До 2000 г. работи в Института по история към Българската академия на науките, а от февруари 2002 г. е професор по нова и най-нова обща история в НБУ.
Научните му интереси са насочени към политическата и дипломатическата история на България, Балканите, Европа и света през 20 век, както и към ранната история на българите и по-точно към проблема за тяхното потекло.
Проф. Пламен Цветков е обнародвал повече от 15 монографии, 80 научни студии и статии и повече от 350 публицистични материала. Специално трябва да се отбележи двутомната му работа по балканска история от българска гледна точка, публикувана в САЩ през 1993 г., двутомната история под наслов „Европа през ХХ век“, обнародвана през 2002 – 2003 г., както и трудът „Светът на мегамитовете“ (2008 г.). Автор е също така на поредица от книги за средните и малките държави в европейската политика в навечерието на Втората световна война и на монография със заглавие „Славяни ли са българите?“
Женен, баща на три деца – една дъщеря и двама синове. Член на ръководството на българския клон на американската старокатолическа Вселенска съборна църква на Христос. Умира в София на 3 ноември 2015 г.

## Стипендия на името на проф. Пламен С. Цветков
През 2017 г. НБУ учредява стипендия на името на проф. Пламен С. Цветков. Средствата за нея са от дарителски фонд. Това е част от целите на учредения Виртуален УПИЗ в памет на проф. Пламен С. Цветков към департамент „История“ на НБУ. Предназначена е за студенти, докторанти и млади изследователи, чиито изследвания са в областта на историческите дисциплини: Извори и историография, Дипломация и политика, Етнос и религия, Философия и социални промени. Стипендията има за цел да подпомага изследвания с мултидисциплинарен характер и тяхното публикуване. Тя е насочена към магистри, докторанти и постдокторанти. От тогава всяка година се обявява Докторантски конкурс за есе в памет на проф. Пламен С. Цветков.
Провежда се и конкурс за есета на докторанти в памет на професор Пламен Цветков, д.н., организиран от виртуален УПИЗ „Професор Пламен Цветков“ към Департамент „История“ на Нов български университет, на тема: „Вяра – Наука – Авторитет“. На конкурса се представят есета на докторанти от НБУ и други университети и научни институти.